# 6643 Morikubo
6643 Morikubo (1990 VZ) là một tiểu hành tinh vành đai chính được phát hiện ngày 7 tháng 11 năm 1990 bởi Y. Kushida ở Yatsugatake.